# بنجامين زاندر
بنجامين زاندر (بالإنجليزية: Benjamin Zander)‏ ولد في 9 آذار / مارس 1939 في مدينة غررردس كراس، في مقاطعة باكينغهامشير، في انجلترا. وهو قائد أوركسترا إنجليزي، يدير أوركسترا بوسطن الفلهارمونية وأوركسترا بوسطن الفلهارمونية للشباب.

## تاريخه
ولد بنجامين زاندر في مدينة غررردس كراس، في مقاطعة باكينغهامشير، في انجلترا. هاجر والديه من برلين في عام 1937 هرباً من النازيين، وقاما بتبية أربعة أطفال: مايكل، ولوك، وانجليكا وبنجامين الذي بدأ يؤلف الموسيقى في سن التاسعة.
لفتت العديد من مؤلفات بنجامين انتباه الملحن بنجامين بريتن الذي دعا أسرة زاندر في مقر سكنه لقضاء ثلاثة عطل صيفية في قرية الدبورف الشاطئية في مقاطعة سوفولك في إنجلترا. تلقى بنجامين زاندر دروس من بنجامين بريتن وأصبح طالب في الموسيقى لدى ايموجين هولست، أمينة سر ومساعدة بريتن، وابنة الملحن غوستاف هولست.

### نشأته
عزف بنجامين على آلة التشيلو. بدأ دراسته في سن العاشرة وأصبح أصغر عضو في الأوركسترا البريطانية الوطنية للشباب في سن الثانية عشرة. وفي سن الثالثة عشر، التحق بنجامين بمدرسة أوبنغهام كباحث، في الموسيقى ثم التحق بمدرسة القديس بولس في لندن ليتمكن من تعلم عزف التشيلو مع هربرت ويذرز. وفي سن الخامسة عشرة، انتقل إلى فلورنسا وسيينا ليصبح طالبا لدى عازف التشيلو الموهوب غاسبار كاسادو، وظل بنجامين في إيطاليا لمدة ثلاث سنوات. وبعدها أكمل بنجامين دراساته في التشيلو في المعهد الوطني الموسيقي في كولونيا في ألمانيا حيث شغل منصب مساعدا للعازف غاسبار كاسادو.
بعد قضاء خمس سنوات في الخارج، عاد بنجامين إنجلترا، وأكمل دراسته في كلية لندن الجامعية وحصل على شهادة البكالوريوس في الأدب الإنكليزي وحاز على جائزة في الأدب الإنجليزي على نطاق الجامعة. وكان يعزف التشيلو بانتظام خلال فترة دراسته في الجامعة، يؤدي مقطوعات وحفلات موسيقية مع الفرقة الثلاثية كينغ-زاندر-آرييلي وكان يعطي دروس في مدرسة يهودي مينوهين للأطفال الموهوبين.
في عام 1965 حصل على منحة هاركنس الدراسية، وسافر إلى الولايات المتحدة كباحث في جامعة برانديز، وجامعة هارفارد، ومع ليونارد شور وارنست أوستر في نيويورك.

### معهد نيو إنجلاند الموسيقي
في عام 1967، انضم بنجامين زاندر إلى هيئة التدريس في معهد نيو إنجلاند للموسيقى وبقي في التدريس حتى عام 2012. في تموز / يوليه 2012 حاز بنجامين على لقب فخري من قبل معهد نيو انغلاند للموسيقى مقابل مساهمات بنجامين الشاسعة في المدرسة خلال الـ 45 عاما الذي قضاها في المعهد. وبعد ذلك، تم إعفاء بنجامين من المعهد في كانون الثاني / يناير 2012 بتهمة الإهمال وسط مزاعم بأنه قد استأجر مصور فيديو لتسجيل الحفلات في المعهد، والذي كان (بعلم بنجامين) مسجون سابقا بتهمة الاعتداء الجنسي على قاصر. اعترف بنجامين في وقت لاحق بأن تعاقده مع المصور بيتر بنجامين دون إبلاغ إدارة المعهد كان خطأ فادح. امع العلم أن لم يرتكب المصور  المتهم أي مخالفات أثناء عمله في المعهد.

### أوركسترا بوسطن الفيلاهارمونية
بنجامين زاندر هو قائد ومدير أوركسترا بوسطن الفيلاهارمونية للشباب التي تتألف من طلاب مدارس المرحلة الثانوية والجامعة. وتقوم الاوركسترا الشبابية بالتدرب في معهد بنجامين فرانكلين للتكنولوجيا في جنوب بوسطن. قامت الاوركسترا بالعزف لأول مرة في سينفوني هول في 25 تشرين الثاني / نوفمبر 2012. وتضمن برنامج الاوركسترا الأول مقطوعات من تأليف شتراوس، وبيتهوفن، وإلجار وقامت عازفة التشيلو أليسا ويليرستين بعزف المقطوعات المنفردة. وقامت الاوركسترا بجولتها العالمية الأولى في صيف العام 2013 حيث زارت الأوركسترا هولندا لعزف سيمفونية ماهلر الثانية في كونسيرت خيباو في أمستردام.

## حياته الشخصية
تزوج بنجامين من باتريشيا زاندر في عام 1966 وولدت ابنتهما جيسيكا بعد سنوات قليلة من زواجهما. ولدى جيسيكا وزوجها ديفيد توماسزيوسكي ابنتان: مايا، ولدت في نيسان/أبريل 2001، وفيفيان-روز ولدت في أبريل 2003.
كما تزوج بنجامين من روزاموند ستون زاندر في عام 1981. وهم يعيشون معا ويعملون معا بشكل وثيق في العديد من المشاريع في مدينة كامبريدج بولاية ماساتشوستس الأمريكية. أنجبت روزاموند من بنجامين طفلين وهم: الكسندرا وايفان بجريس، الذان يعيشان في ولاية ماساشوستس.